# Saint-Maden
Pour les articles homonymes, voir Maden.
Saint-Maden [sɛ̃madɛ̃] est une commune du département des Côtes-d'Armor, dans la région Bretagne, en France.

## Géographie
|           | Saint-Juvat |          |
| Plumaudan | Saint-Maden | Tréfumel |
|           | Guenroc     | Plouasne |

### Hydrographie
Pour un article plus général, voir Réseau hydrographique des Côtes-d'Armor.
La commune est située dans le bassin Loire-Bretagne. Elle est drainée par la Rance et un autre petit cours d'eau,.
La Rance, d'une longueur de 104 km, prend sa source dans la commune du Mené et se jette  dans la Manche entre Dinard et Saint-Malo, après avoir traversé 28 communes. 

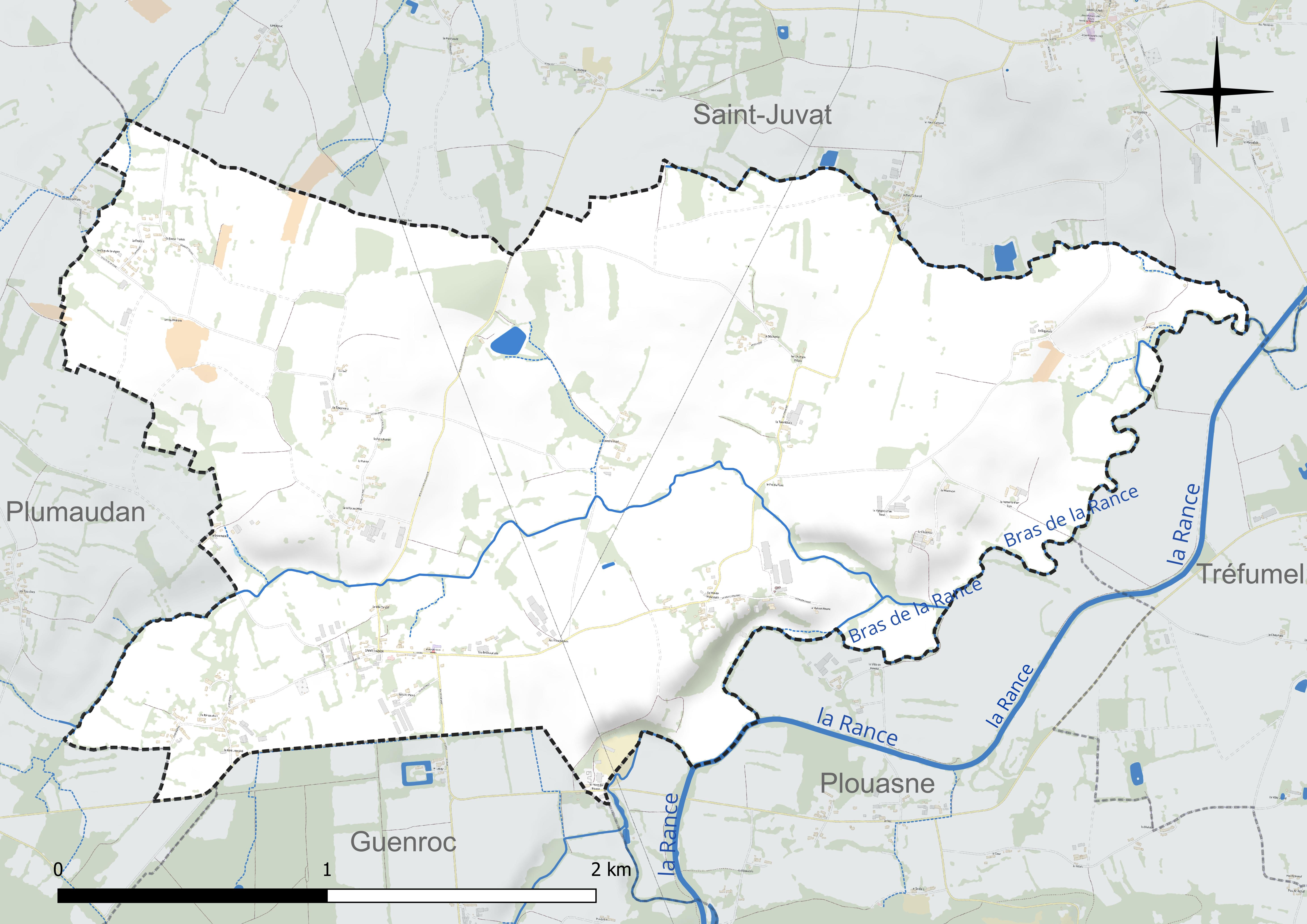
Réseau hydrographique de Saint-Maden.

### Climat
Pour des articles plus généraux, voir Climat de la Bretagne et Climat des Côtes-d'Armor.
En 2010, le climat de la commune est de type climat océanique franc, selon une étude du CNRS s'appuyant sur une série de données couvrant la période 1971-2000. En 2020, Météo-France publie une typologie des climats de la France métropolitaine dans laquelle la commune est exposée à un climat océanique et est dans la région climatique Bretagne orientale et méridionale, Pays nantais, Vendée, caractérisée par une faible pluviométrie en été et une bonne insolation. Parallèlement l'observatoire de l'environnement en Bretagne publie en 2020 un zonage climatique de la région Bretagne, s'appuyant sur des données de Météo-France de 2009. La commune est, selon ce zonage, dans la zone « Intérieur Est », avec des hivers frais, des étés chauds et des pluies modérées).
Pour la période 1971-2000, la température annuelle moyenne est de 11,4 °C, avec une amplitude thermique annuelle de 12,1 °C. Le cumul annuel moyen de précipitations est de 721 mm, avec 12,5 jours de précipitations en janvier et 6,7 jours en juillet. Pour la période 1991-2020, la température moyenne annuelle observée sur la station météorologique la plus proche, située sur la commune du Quiou à 6 km à vol d'oiseau, est de 11,6 °C et le cumul annuel moyen de précipitations est de 757,4 mm,. Pour l'avenir, les paramètres climatiques de la commune estimés pour 2050 selon différents scénarios d'émission de gaz à effet de serre sont consultables sur un site dédié publié par Météo-France en novembre 2022.

## Urbanisme

### Typologie
Au 1er janvier 2024, Saint-Maden est catégorisée commune rurale à habitat très dispersé, selon la nouvelle grille communale de densité à 7 niveaux définie par l'Insee en 2022.
Elle est située hors unité urbaine et hors attraction des villes,.

### Occupation des sols
L'occupation des sols de la commune, telle qu'elle ressort de la base de données européenne d’occupation biophysique des sols Corine Land Cover (CLC), est marquée par l'importance des territoires agricoles (99,9 % en 2018), une proportion identique à celle de 1990 (99,9 %). La répartition détaillée en 2018 est la suivante :
terres arables (53,4 %), zones agricoles hétérogènes (38,1 %), prairies (8,4 %), forêts (0,1 %). L'évolution de l’occupation des sols de la commune et de ses infrastructures peut être observée sur les différentes représentations cartographiques du territoire : la carte de Cassini (XVIIIe siècle), la carte d'état-major (1820-1866) et les cartes ou photos aériennes de l'IGN pour la période actuelle (1950 à aujourd'hui).

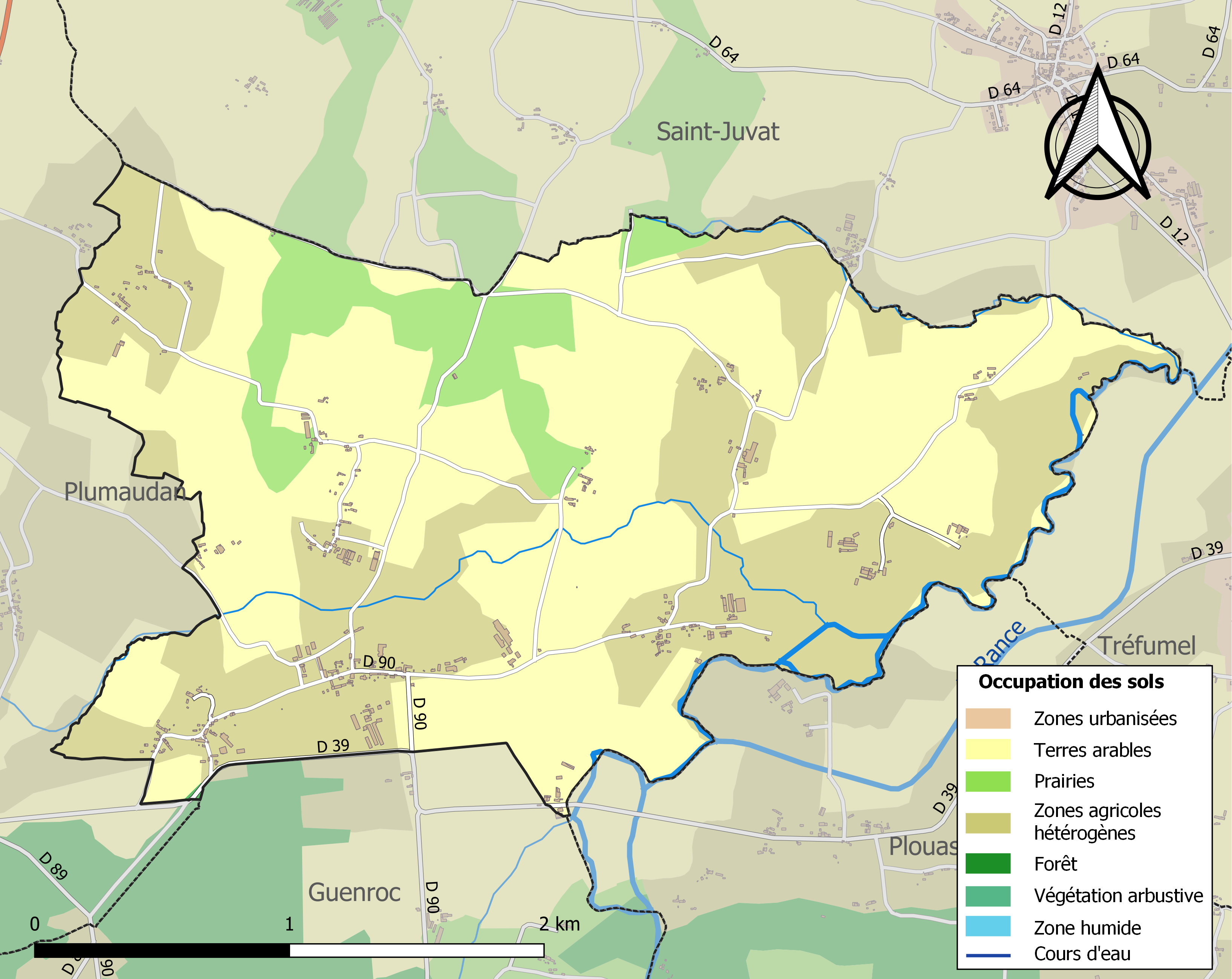
Carte des infrastructures et de l'occupation des sols de la commune en 2018 (CLC).

## Toponymie
Le nom de la localité est attesté sous les formes Ecclesia Sancti Madigni en 1169 et en 1182, Sanctus Madinus en 1173 et en 1180, Sancto Madino en 1184, Parochia de Saint Maden en 1346, Ecclesia Sancti Madeni en 1405, Saint Maden au XVe siècle.
Saint-Maden doit son nom à saint Maden, compagnon de saint Goulven.

## Histoire

### LeXXesiècle

#### Les guerres duXXesiècle
Le monument aux Morts porte les noms des 26 soldats morts pour la Patrie :
- 20 sont morts durant la Première Guerre mondiale.
- 6 sont morts durant la Seconde Guerre mondiale.

## Politique et administration
| Période                                  | Période                   | Identité                        | Étiquette | Qualité |
| ---------------------------------------- | ------------------------- | ------------------------------- | --------- | --- |
| Les données manquantes sont à compléter. |                           |                                 |           | |
| mai 1935                                 | 1941                      | Yves Coulombel père (1885-1960) |           | |
| 1941                                     | mars 1959                 | Jean Homo                       |           | Cultivateur |
| mars 1959                                | mars 1983                 | Yves Coulombel fils (1914-2005) |           | Agriculteur |
| mars 1983                                | mars 2001                 | André Coulombel                 |           | Agriculteur, maire honoraire Adjoint au maire (1977 → 1983) |
| mars 2001                                | En cours (au 25 mai 2020) | Jean-Luc Lechevestrier          | DVD       | Aviculteur, ancien éleveur Adjoint au maire (1995 → 2001) 6e vice-président de la CC du Pays de Caulnes (2008 → 2014) 2e vice-président de la CC du Pays de Caulnes (2014 → 2016) Réélu pour le mandat 2020-2026 |

## Démographie
L'évolution du nombre d'habitants est connue à travers les recensements de la population effectués dans la commune depuis 1793. Pour les communes de moins de 10 000 habitants, une enquête de recensement portant sur toute la population est réalisée tous les cinq ans, les populations de référence des années intermédiaires étant quant à elles estimées par interpolation ou extrapolation. Pour la commune, le premier recensement exhaustif entrant dans le cadre du nouveau dispositif a été réalisé en 2005.

En 2022, la commune comptait 220 habitants, en évolution de −4,35 % par rapport à 2016 (Côtes-d'Armor : +1,78 %, France hors Mayotte : +2,11 %).
| 1793 | 1800 | 1806 | 1821 | 1831 | 1836 | 1841 | 1846 | 1851 |
| ---- | ---- | ---- | ---- | ---- | ---- | ---- | ---- | ---- |
| 494  | 475  | 466  | 495  | 452  | 448  | 481  | 492  | 485  |

| 1856 | 1861 | 1866 | 1872 | 1876 | 1881 | 1886 | 1891 | 1896 |
| ---- | ---- | ---- | ---- | ---- | ---- | ---- | ---- | ---- |
| 485  | 501  | 508  | 495  | 505  | 507  | 496  | 487  | 498  |

| 1901 | 1906 | 1911 | 1921 | 1926 | 1931 | 1936 | 1946 | 1954 |
| ---- | ---- | ---- | ---- | ---- | ---- | ---- | ---- | ---- |
| 492  | 455  | 443  | 390  | 368  | 331  | 315  | 310  | 320  |

| 1962 | 1968 | 1975 | 1982 | 1990 | 1999 | 2005 | 2006 | 2010 |
| ---- | ---- | ---- | ---- | ---- | ---- | ---- | ---- | ---- |
| 295  | 282  | 272  | 283  | 246  | 206  | 205  | 202  | 201  |

| 2015 | 2020 | 2022 | - | - | - | - | - | - |
| ---- | ---- | ---- | - | - | - | - | - | - |
| 224  | 223  | 220  | - | - | - | - | - | - |

## Lieux et monuments
- Église Saint-Jean (XIIe – XVIIIe siècles)[23]. Initialement, l'édifice roman adoptait un plan à nef unique prolongée d'un chevet rectangulaire. Il a été agrandi au XVIIIe siècle par deux chapelles latérales donnant dans le chœur par des arcades. La porte ouest est gothique (XVe siècle). Le chevet plat roman est adossé de trois contreforts maçonnés. Celui du centre, plus bas, est surmonté d’une petite fenêtre de plein cintre. Deux baies modernes rectangulaires ont été ouvertes de part et d’autre. La sacristie construite au XVIIIe siècle vient s'y adosser à gauche, le masquant partiellement. Dans le mur sud, traces d’étroites fenêtres romanes, de plein cintre, murées. À l'intérieur, maître-autel polychrome en bois avec imitation de marbre (XVIIe siècle) classé[24]. Statues du XVIe, XVIIe et XVIIIe siècles classées[25],[26],[27]. Dalles funéraires du XVe siècle classées[28],[29].

Église Saint-Jean
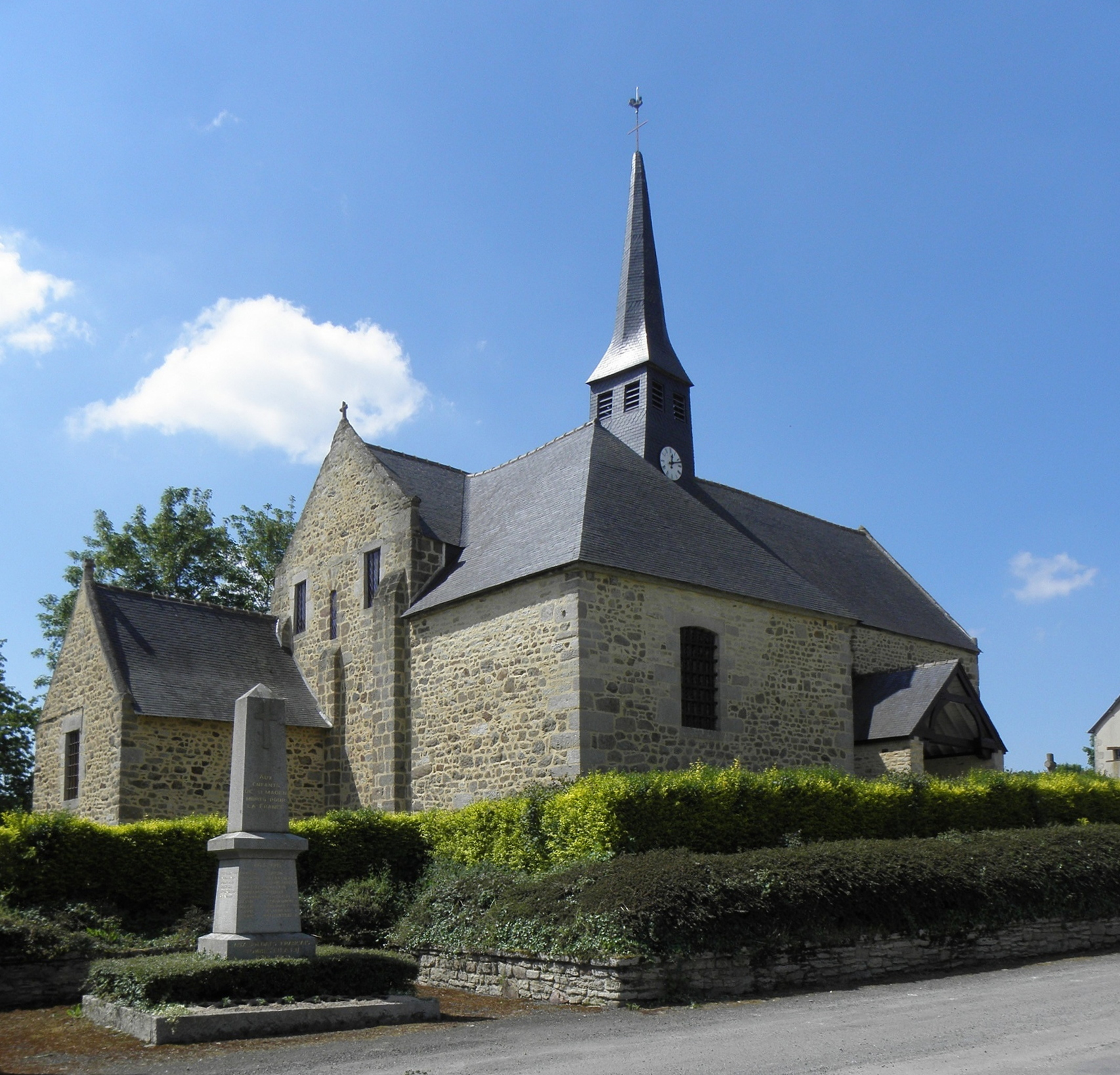
Chevet.
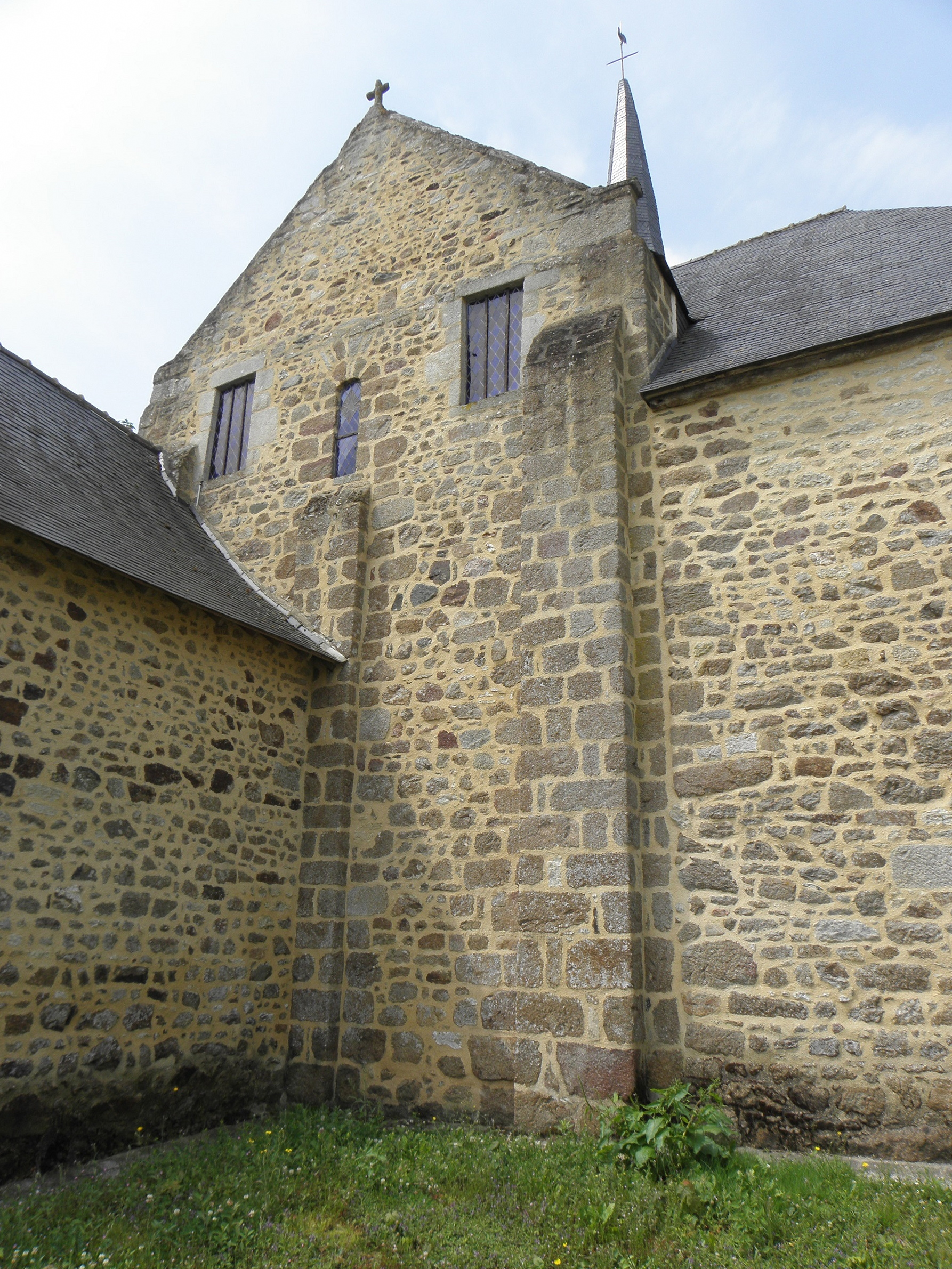
Chevet.
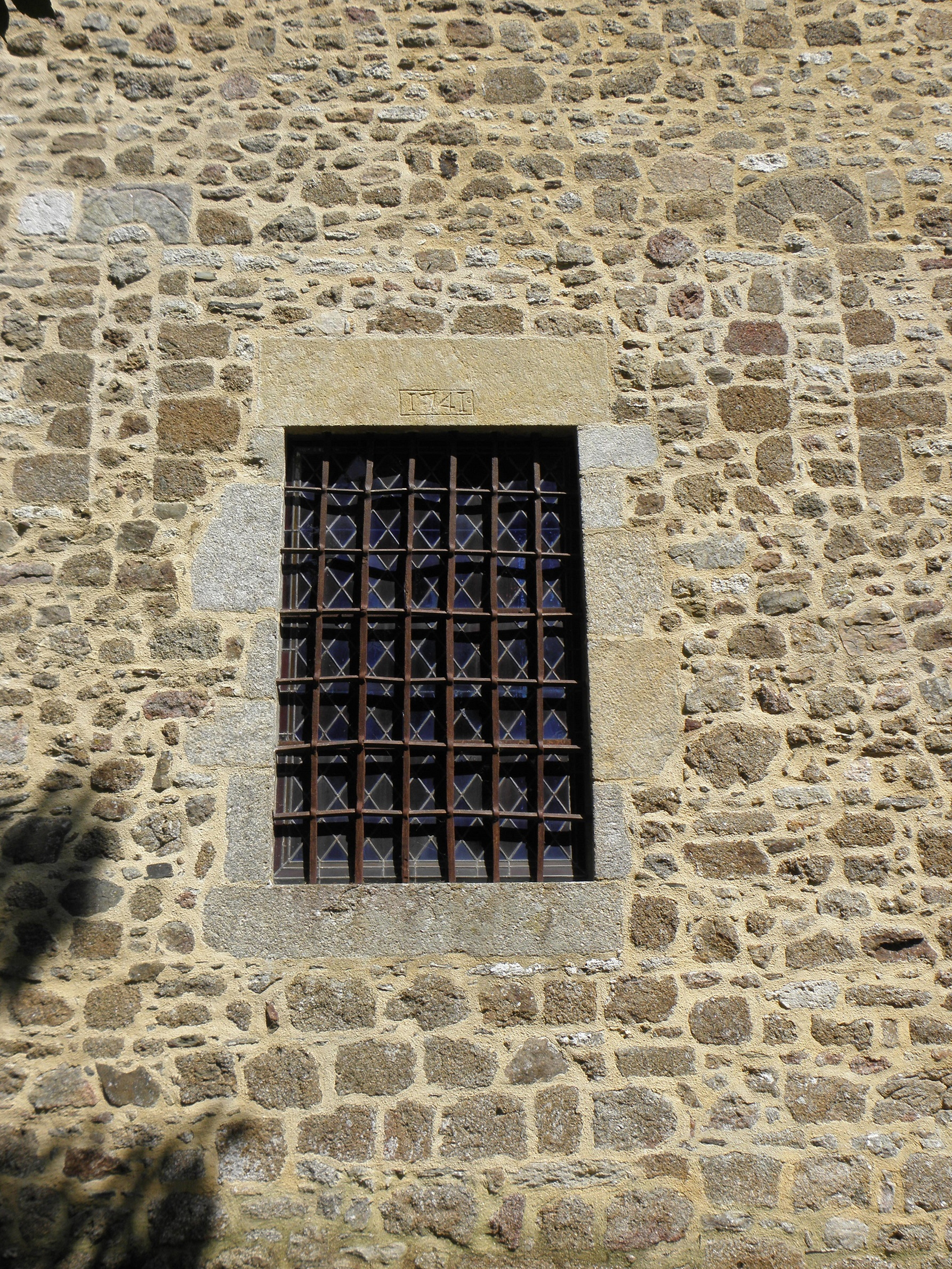
Fenêtres murées dans le mur sud.
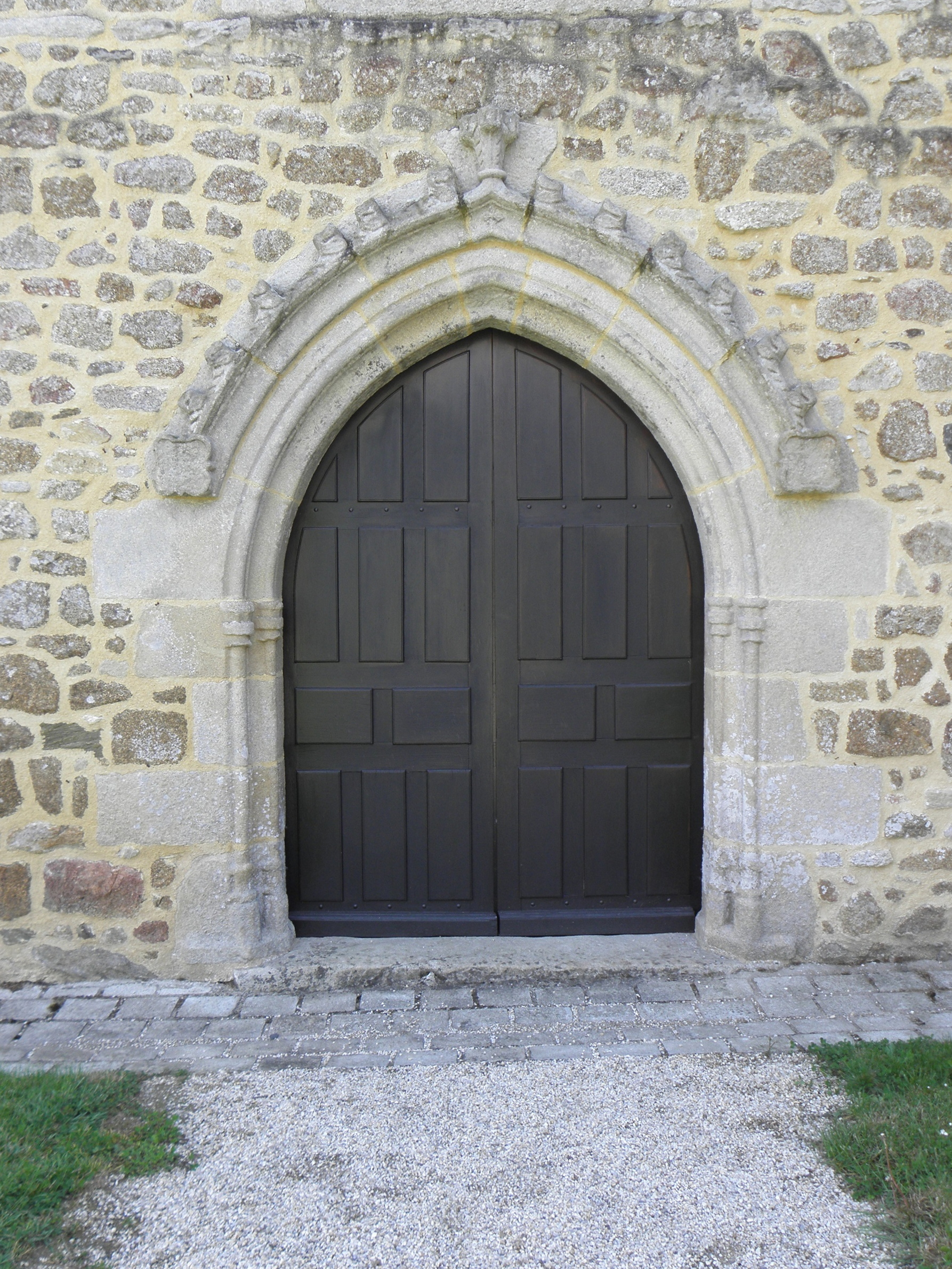
Porte ouest.
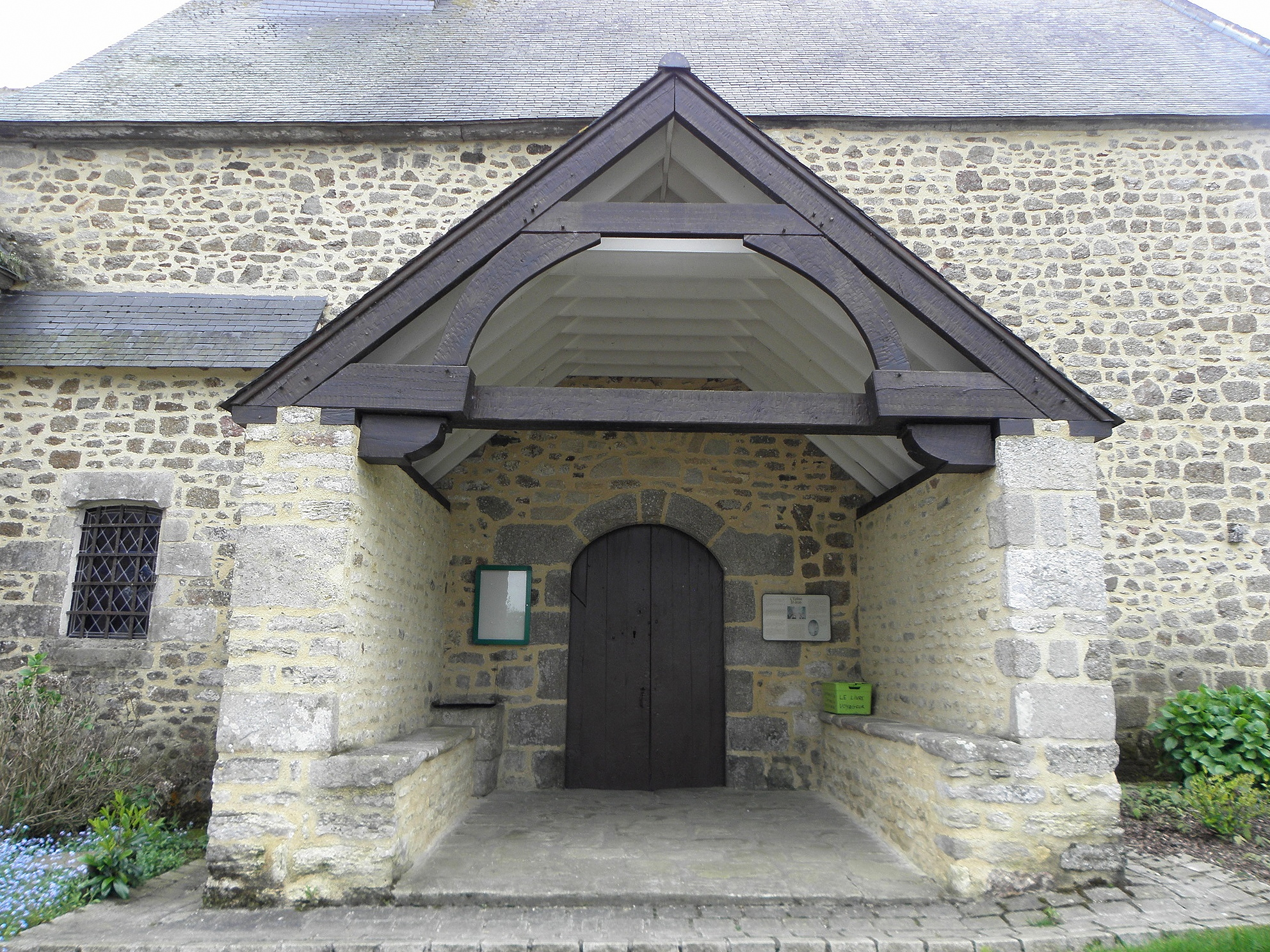
Porche nord.

- Manoir de la Motte (XVIe – XVIIe siècle). Bâti en calcaire des Faluns[30].
- Le monument aux morts situé place de l'Église commémore les enfants de Saint-Maden morts pour la France.
- Le site de "France-Genweb" retrace l'identité de ces combattants de Saint Maden (Régiment, classe, grade, matricule, lieu et cause de décès, voire parents, sépultures et décorations).

D'autre part par la loi du 25 octobre 1919, l’État lance le projet d'un « Livre d'or » comprenant les noms de tous ces héros jusqu'alors anonymes, qui serait déposé au Panthéon. Le ministère des Pensions, nouvellement créé, est chargé d'établir, à partir du fichier existant, la liste des Morts pour la France de chaque commune.